# Taylorus incognitus
Taylorus incognitus is een mosdiertjessoort uit de familie van de Escharinidae. De wetenschappelijke naam van de soort is, als Escharina incognita, voor het eerst geldig gepubliceerd in 1967 door Powell.